# Bonde Holstani
Bonde Holstani, född 1554, död 14 mars 1605 i Furingstads församling, Östergötland, var en svensk präst.

## Biografi
Bonde Holstani föddes 1554. Han blev 1573 student vid Uppsala universitet och 1581 kyrkoherde i Furingstads församling. Bonde Holstani underskre Uppsala mötes beslut 1593. Han avled 1605 i Furingstads socken.

### Familj
Bonde Holstani gifte sig 1582 med Sigrid Laurin, dotter till kronobefallningsmannen Lars Olofsson vid Stegeborg och Helena Jonsdotter. De fick tillsammans barnen kyrkoherden Philippus Bononius i locknevi församling, Holstanus Bononius och kyrkoherden Christophorus Bononis i Konungsunds församling.